# FB (Breslau)
FB is een historisch merk van motorfietsen:
De bedrijfsnaam was: Friedrich Benz GmbH, Breslau (1923-1925).
FB begon de productie in 1923 en bouwde eerst 269cc-tweetakten en later 250 viertakten en 150cc-tweetakten die alleen in 1924 werden geproduceerd. Hierna kwamen er 348- en 498cc-eencilinders met JAP- en Blackburne-inbouwmotoren.
In deze periode ontstonden in Duitsland honderden kleine motorfietsmerken, die met behulp van inbouwmotoren van andere merken begonnen te produceren. In de meeste gevallen bleef de productie beperkt en vond men alleen klanten in de eigen regio. Friedrich Benz wist een behoorlijk aantal modellen te leveren door de verschillende motoren, die bovendien van gerenommeerde merken kwamen. Toch overleefde zijn bedrijf niet lang: toen in 1925 ruim 150 van deze merken de productie beëindigden, was FB er daar een van.
- Er was nog een merk met deze naam, zie FB (Birmingham)